# 硝酸铝
硝酸鋁（化学式：Al(NO3)3）是鋁的硝酸鹽，通常以水合結晶形式存在，最常見的水合結晶為九水合硝酸鋁（Al(NO3)3·9H2O），分子量為375.13。

## 制取
硝酸鋁很容易由氫氧化鋁和硝酸反應製取：
3HNO3 + Al(OH)3 → Al(NO3)3 + 3H2O
因為在金屬鋁表面會形成具保護作用的氧化層，所以由金屬鋁和硝酸直接製成硝酸鋁將會有許多問題。
過程包含了一開始的加入KOH反應，再以硝酸中和產生氫氧化物。過滤且清洗氫氧化物以除去可溶的硝酸鉀。過滤後的氫氧化鋁和過量的硝酸反應。硝酸鋁結晶非常容易潮解，因此必須保存在乾燥的環境中。
Al + 4HNO3（稀） → Al(NO3)3 + NO↑ + 2H2O

## 使用
硝酸鋁是強氧化劑。它被應用於鞣革（tanning leather），防汗劑，腐蝕抑制劑，萃取鈾，煉製石油和硝化劑。在實驗室和教室裡常使用下面的反應式：
Al(NO3)3 + 3NaOH → Al(OH)3 + 3NaNO3

## 外部連結
- 反應式